# Medgyaszay Ilka
Medgyaszay Ilka (Medgyaszay Ilona Klára) (Pest, 1851. június 25. – Budapest, Terézváros, 1942. június 5.) énekesnő (szoprán), Medgyaszay Vilma édesanyja.

## Élete
Medgyaszay Adolf (Frigyes) és Egedy Klára leányaként született, 1851. július 6-án keresztelték meg a pesti Kálvin téri református templomban. Színpadra először 1865. október 16-án lépett. 1866-ban Nagyváradon működött, Follinus Jánosnál. Ezidőben a Fővárosi Lapok 237. száma így ír róla: „Igazán ritka tehetség s kiről általában azt hiszik, hogy Hegedüsné helyét legjobban pótolhatja. Alig egy éve, hogy színpadra lépett s szerencsés adományainál és szorgalmánál fogva máris sok jelét adta nem mindennapi tehetségének.” 1868-ban Aradon működött. 1869. augusztus havában a bécsi Theater an der Wien tagja. 1870. április havában a budai Várszínháznál játszott, Aradi Gerőnél. Elsőként Budapesten ő alakitotta a Szép Heléna címszerepét (1870. április 30.) Ugyanebben az évben a wiedeni színház tagja volt. 1871-ben Debrecenben és Kolozsvárott szerepelt, 1872-ben ismét Budára szerződött; 1873 téli szezonjára elfogadta a kolozsvári színház meghívását. Fellépett még Szeged, Temesvár, Debrecen, Balatonfüred, Szombathely és Győr színpadán.

## Családja
Első férje Csáthy Géza ügyvéd, író volt, akitől született lánya Csáthy Blanka Ilka Jozefa (névváltozat: Csáti Blanka Ilona Józsa, Kolozsvár, 1872. augusztus 7. – Budapest, 1951. január 5.) később fővárosi tanítónő lett. 1877. január havában férjhez ment dr. Stand Kálmán laposbányai születésű honvéd ezredorvoshoz (aki Budapesten, 1890. november 5-én, 46 éves korában halt meg).  Második házasságából született gyermekei: Kálmán, Ilona és Vilma.

## Főbb szerepei
- A  dajka (Offenbach)
- Boulotte (Kék szakáll)
- Gabrielle (Párisi élet)
- Gusztika (Plébános szakácsnője)
- Mátyás (Erkel Ferenc: Hunyadi László)
- Pierotto (Linda)
- Szép Galathea (címszerep)
- Szép Heléna (címszerep)